# Høng Privatskole
Høng Privatskole blev grundlagt i 1898 som en knopskydning af Høng Højskole, den nuværende Høng Efterskole. Skolen har rødder i den Grundtvig/Koldske skole, samt i den private realskole. Skolen er étsporet med elever i 0.-9. klasse, dog med mulighed for 2 spor i 7.–9. klasse.
Skolen er primært en boglig skole med mulighed for kreative tværfaglige forløb. Der er lejrskole for 5., 7. og 9. årgang, koloni for 0.–2. klasse samt udflugter på alle årgange.
Skolens nuværende gennemsnitlige klassekoefficient er 20 med mulighed for maksimalt 22 elever i 0.-5. klasse og maksimalt 25 elever i 6.-9. klasse.